# Желтогрудый тиранн-плоскоклюв
Желтогрудый тиранн-плоскоклюв (лат. Rhynchocyclus fulvipectus) — вид воробьиных птиц из семейства тиранновых. Подвидов не выделяют. Обитают в Боливии, Колумбии, Эквадоре, Перу и Венесуэле. Ареал вытянут с севера на юг вдоль Анд. Живут в субтропических и тропических влажных горных лесах.
МСОП присвоил данному виду охранный статус LC. Тем не менее, его считают редким в пределах ареала.
Период насиживания кладки продолжается 24 дня.